# HOORAY HOORAY FRIDAY
『HOORAY HOORAY FRIDAY』（フレフレフライデー）は、2015年4月3日からZIP-FMで放送されているラジオ番組である。

## 概要
2015年4月のZIP-FMの改編により開始したラジオ番組。祝日でこのあと夜7時で全国ネットのホリデースペシャルを放送する場合はニュースは17時台・気象情報は18時台を持って最終版となる。

## 出演者
ナビゲーター
- 白井奈津

代打ナビゲーター
- 矢方美紀（2020年7月17日）
- 神原真理（2022年9月30日）

## 放送時間
いずれもJST。
- 毎週金曜 15:00 - 19:00（2025年4月4日 -）

過去の放送時間
- 毎週金曜 13:00 - 16:00（2015年4月 - 2016年3月）
- 毎週金曜 16:30 - 20:00（2016年4月 - 2020年3月）
- 毎週金曜 16:30 - 19:00（2020年4月 - 2022年3月）
- 毎週金曜 16:00 - 19:00（2022年4月 - 2024年3月28日）

## タイムテーブル・コーナー
- 15:00 タイムシグナル (○)
- 15:30 SUBSCRIPTION NOW
- 15:46 Headline News
- 15:48 Traffic information
- 16:15 ENJOY LIVE
- 16:40 Weather information
- 16:42 Traffic information
- 16:44 DRIVER'S GOURMET GUIDE
- 17:00 タイムシグナル (●)
- 17:05 PREPARE FOR THE FUTURE
- 17:23 Headline News
- 17:25 Traffic information
- 17:40 OUTDOOR STYLE
- 18:00 タイムシグナル (●)
- 18:36  BIRTHDAY CLUB
- 18:41 Weather information
- 18:43 Traffic information〔最終版〕
- 19:00 タイムシグナル (○)